# The Batman
Pour les articles homonymes, voir Batman (homonymie).
Série The Batman
The Penguin
Pour plus de détails, voir Fiche technique et Distribution.
The Batman, ou Le Batman au Québec, est un film américain d'action et de super-héros réalisé par Matt Reeves, sorti en 2022.
Il s'agit du neuvième film centré sur le personnage de Batman créé par Bob Kane et Bill Finger. Il ne fait pas partie de l'univers cinématographique DC, comme un temps annoncé, mais est implémenté dans le DC Elseworlds.
Ce film met en scène Robert Pattinson dans le rôle-titre, Zoë Kravitz dans le rôle de Catwoman, Paul Dano dans le rôle du Riddler, Colin Farrell dans le rôle du Pingouin et Jeffrey Wright dans le rôle du lieutenant James Gordon.
Le film débute alors qu'un tueur s'en prend à l'élite de Gotham City par une série de machinations sadiques, et qu'une piste d'indices cryptiques envoie Bruce Wayne, alias le Batman, sur une enquête dans la pègre, où il rencontre des personnages tels que Selina Kyle, alias Catwoman, Oswald Cobb, surnommé le Pingouin, et le parrain de la mafia Carmine Falcone.
Le film obtient globalement de très bonnes critiques, louant son ambiance sombre se rapprochant du thriller, le scénario traitant la psychologie de Bruce Wayne, sa bande originale ou encore la qualité de la photographie,,, malgré une longueur critiquée. C'est un succès commercial, avec 770 millions de dollars au box-office mondial pour un budget d'environ 185 millions de dollars.
Une suite, intitulée The Batman: Part II, est confirmée et prévue pour octobre 2027. Par ailleurs, une série télévisée dérivée centrée sur le Pingouin, The Penguin, est diffusée en 2024.

## Synopsis
Le soir d'Halloween dans un Gotham City gris et pluvieux, un mystérieux homme observe à la jumelle les fenêtres du bâtiment qui lui fait face. On y voit un enfant faire semblant d'attaquer à l'épée un homme qui s'avèrera être son père et le maire de la ville. Le mystérieux voyeur observe alors le plafond du bâtiment qui recèle des fenêtres par lesquelles s'introduire. Le maire, Don Mitchell Jr., en campagne électorale, inquiet des sondages qui placent sa rivale Bella Real à égalité, téléphone à un correspondant inconnu pour lui demander de régler l’affaire. Durant son appel, dans son dos apparaît le mystérieux voyeur qui se fait appeler « le Riddler ». Il lui assène plusieurs coups sur la tête à l'aide d'un outil conçu pour poser les moquettes. Le maire s'effondre et l'assassin en pleine transe, s'assied sur lui et se saisit d'un rouleau de scotch afin de créer une mise en scène macabre à l'intention des enquêteurs.
Le milliardaire Bruce Wayne, qui agit depuis deux ans en tant que justicier sous le nom de Batman, explique dans un monologue intérieur qu'il est devenu un animal nocturne utilisant la peur comme un outil pour dissuader les criminels. Son signal brille la nuit et lui permet de maintenir cette crainte sans même être présent. Dans le métro un groupe de jeunes malfaiteurs maquillés initient une nouvelle recrue, lui intimant de frapper un passager repéré au hasard dans le wagon. Alors qu'il s'apprête à passer à l'acte, le groupe est interrompu par l'arrivée du Batman qui parvient à les neutraliser au terme d'une très violente bagarre. Contre toute attente, le passager qu'il vient de sauver supplie Batman de ne pas lui faire de mal, prouvant que le personnage créé par Bruce Wayne est tout aussi héroïque qu'effrayant aux yeux des citoyens. James Gordon du département de police de Gotham City (GCPD) pénètre sur la scène de crime, dans l'appartement du maire, accompagné du Batman, se frayant le passage au milieu des policiers visiblement hostiles à la présence du héros masqué. Ils découvrent que le Riddler a laissé un message à Batman ainsi qu'une feuille de code. Le commissaire Pete Savage fait irruption et réprimande son subordonné qui a permis au justicier d'entrer sur la scène de crime puis force Batman à partir. Savage doit s’expliquer auprès des médias et Bruce retourne à sa Batcave : une ancienne station de Métro située sous la tour Wayne. Dans ce lieu fréquenté par les chauves-souris (bat) et équipé d'ordinateurs et de tout un atelier mécanique, il peut se remémorer les évènements de la nuit grâce à une lentille caméra posé sur son œil et qui enregistre tout ce qu'il voit afin de lui permettre par la suite d'analyser ses observations ou de trouver l'identité des personnes qu'il croise.
Avec l'aide d'Alfred Pennyworth, son majordome et gardien, Batman déchiffre le code « DRIVE » qui indique que le Riddler a laissé, dans la voiture de Mitchell, une clé USB qui contient des images de Mitchell en compagnie d'une femme, Annika, à l'Iceberg Lounge la boîte de nuit d'Oswald « Oz » Cobb, le Pingouin , un lieutenant du gangster Carmine Falcone. Alors que Batman interroge le Pingouin, celui-ci plaide l'ignorance. Batman repère Selina Kyle, la colocataire d'Annika, qui travaille a l'Iceberg Lounge ; il la suit pour interroger Annika, mais elle disparaît.
Le Riddler tue ensuite le commissaire Savage dans sa salle de sport avec de la mort au rat et laisse un nouveau message à Batman, lui enjoignant de « trouver le rat ». Batman s'associe à Selina qu'il renvoie à l'Iceberg Lounge pour obtenir des réponses ; il découvre que le commissaire Savage était corrompu et travaillait pour le compte de Carmine Falcone, tout comme le procureur de district Gil Colson. Lorsque Batman comprend que Selina fréquente régulièrement Falcone, la jeune femme coupe la communication.
Le soir même, le Riddler agresse Colson dans sa voiture, lui accroche une bombe télécommandée au cou et l'envoie perturber les funérailles du maire Mitchell. Le Riddler, depuis un téléphone attaché à la main de Colson, appelle Batman et menace de faire exploser la bombe si le procureur corrompu ne répond pas à trois énigmes. Le justicier l'aide à répondre aux deux premières, mais Colson refuse de répondre à la troisième : il doit révéler le nom de l'informateur qui a permis au GCPD de réaliser une saisie de drogue historique et de mettre fin aux activités du gangster Salvatore « Sal » Maroni, le principal rival de Falcone. Colson explose et Batman s'évanouit à cause de l'impact. Inconscient, il est amené au commissariat de la ville sous haute surveillance et se réveille cerné par les unités de police du chef Mackenzie Bock qui lui reproche la mort de Colson. Parmi les policiers qui l'entourent, le justicier remarque la présence de Kenzie, un officier de la brigade des stupéfiants qui travaille également pour le Pingouin.
Avec l'aide de Gordon, Batman s'échappe de l'immeuble par les toits ; ils se retrouvent et déduisent que l'informateur est probablement le Pingouin. En suivant la trace du policier corrompu, ils assistent à une transaction entre trafiquants et comprennent que les trafics de Maroni ont été repris, notamment avec le concours de nombreux officiers du GCPD corrompus. Selina Kyle arrive pour voler l'argent de la transaction entre mafieux et découvre le cadavre d'Annika dans un coffre de voiture. Le Pingouin s'enfuit mais Batman le prend immédiatement en chasse avec la Batmobile, l'interpelle après une poursuite sur l'autoroute et apprend qu'il n'est pas l'informateur (surnommé le Rata Alada (rat ailé) par le Riddler). Cependant, il trouve un site menant au Riddler qui permet de communiquer avec lui par message. Il indique que le Pingouin n'est pas du tout lié à cela et lui donne une énigme dont Batman trouve rapidement la réponse : un orphelin. Riddler arrête la conversation pensant que Batman en sait trop désormais.
Batman et Gordon suivent les indications de Riddler jusqu'aux ruines de l'orphelinat abandonné de Gotham jadis géré par Thomas et Martha Wayne, les parents de Bruce. Ils apprennent que le Riddler a été pensionnaire de l'établissement et qu'il en veut à la famille Wayne. Riddler veut faire payer les erreurs de Thomas Wayne à son fils, Bruce. À la Tour Wayne, Alfred est hospitalisé après avoir ouvert et été blessé par un courrier piégé adressé à son maître. Le Riddler divulgue ensuite des preuves alléguant que Thomas Wayne, candidat à la mairie au moment de son assassinat, a engagé Falcone (Thomas lui a sauvé la vie un jour) pour tuer un journaliste qui menaçait de révéler des détails embarrassants sur les antécédents psychiatriques de Martha. Bruce, qui a grandi en considérant son père comme moralement honnête, interroge Alfred. Celui-ci confirme que Thomas a bien demandé à Falcone d'intimider le journaliste, mais il a voulu le dénoncer à la police après avoir appris le meurtre ; il suppose que Falcone a fait tuer ses parents pour cette raison.
Du haut des toits de la ville, Selina dit à Batman que Carmine Falcone est son père biologique. Elle apprend qu'Annika a été tuée parce que le maire Don Mitchell Jr. lui avait dévoilé que Falcone était l'informateur. Ce dernier, après avoir appris que Mitchell Jr. l'avait dénoncé, a tué Annika de ses propres mains. Folle furieuse d'avoir été abusée par son père, Selina infiltre le repaire de Falcone pour l'éliminer. Batman et Gordon arrivent à temps à l'Iceberg Lounge pour arrêter la jeune femme. Après de violentes altercations avec les criminels du night-club, Batman interpelle le mafieux et le livre aux policiers qui ne sont pas à sa solde mais le Riddler l'abat depuis un bâtiment voisin. Démasqué, se révélant être un comptable judiciaire nommé Edward Nashton, le Riddler est interné à l'Hopital Psychiatrique d'Arkham.
Après avoir fait une inspection de l'appartement de Nashton, Batman voit plusieurs messages liés à lui disant « Je sais qui tu es réellement ». Alors que la police cherche à ouvrir la dernière vidéo du Riddler nommé « La Vraie Vérité », le justicier est appelé à Arkham et dit à Gordon qu'il est un bon flic, au cas où son identité serait révélée. À l'asile d'Arkham, Batman découvre que Nashton ne connaît pas réellement son identité. En réalité, Nashton dit qu'il était envieux de la sympathie que Bruce a reçue après le meurtre de ses parents, Martha et Thomas Wayne, alors que lui-même était ignoré par la société comme les autres orphelins de la ville. Convaincu d'agir pour la bonne cause, il voulait se venger de Falcone et des corrompus qui s'étaient servis dans les parts d'un financement destiné au vieil orphelinat de Gotham, un projet qui avait été plongé dans l'oubli après le meurtre de ses organisateurs : les époux Wayne eux-mêmes. En plus d'être obsédé par la reconnaissance et de vouloir combler un complexe de supériorité, Nashton se voyait comme un potentiel partenaire de Batman pour l'avoir aidé à démasquer puis éliminer ceux qui ont escroqué la ville. Batman rejette Nashton avec colère, le considérant comme un fou furieux en manque d'attention. En fouillant à nouveau l'appartement du tueur, il accède à sa dernière vidéo et découvre que celui-ci a posté des véhicules piégés autour de Gotham et a constitué un réseau de sympathisants qui prévoient d'assassiner la mairesse élue Bella Reál.
Les bombes détruisent les digues autour de Gotham et provoquent l'inondation de la ville. Un abri est installé dans une arène couverte, où les fidèles de Nashton tirent sur la mairesse, malgré la protection de Gordon, mais Batman intervient pour les arrêter un par un. Selina arrive alors pour l'aider. Alors qu'il est entré dans une rage immense face à un terroriste qui s'en est pris à Selina (et que Gordon arrête à temps), Batman remarque que le stade est massivement inondé et décide d'aller sauver les habitants piégés, dont la mairesse. Après que la police a réussi à établir un campement en hauteur permettant de sauver les blessés, la mairesse promet des changements. Selina dit à Batman que Gotham ne peut plus être sauvée selon elle, et elle préfère partir bien qu'elle aurait aimé que Batman vienne avec elle. Ce dernier, quant à lui, contribue aux efforts de reconstruction et s'engage enfin à inspirer l'espoir à Gotham après avoir compris que la vengeance ne pouvait pas être la seule solution. Entretemps, Nashton, dépité de l'échec de son plan, se lie d'amitié avec un autre détenu qui n’est autre que le Joker. Ce dernier a d'ailleurs eu une discussion avec Batman à propos de Nashton, trouvant d'amusantes similitudes entre le Chevalier Noir et le Riddler.

## Fiche technique
Sauf indication contraire, les informations mentionnées dans cette section peuvent être confirmées par les bases de données cinématographiques IMDb et Allociné,  présentes dans la section « Liens externes ».
- Titre original et français : The Batman
- Titre québécois : Le Batman
- Réalisation : Matt Reeves
- Scénario : Matt Reeves et Peter Craig, d'après le personnage Batman créé par Bill Finger et Bob Kane
- Musique : Michael Giacchino
- Direction artistique : Grant Armstrong, Oliver Benson, Trinity Tad Davis, Joseph Hiura, Joe Howard, Gary Jopling, Matthew Kerly, James Lewis, Will Newton, Laura Ng et Maya Shimoguchi
- Décors : James Chinlund
- Costumes : Jacqueline Durran, Glyn Dillion et David Crossman
- Photographie : Greig Fraser
- Son : Andy Nelson, Will Files, Lee Gilmore, Unsun Song, Stuart Wilson
- Montage : William Hoy et Tyler Nelson
- Accroche : « Les masques vont tomber[10] » (France) ; « Démasquez la vérité[11] » (Québec) ; « Unmask the truth » (USA)
- Production : Matt Reeves et Dylan Clark
  - Production déléguée : Michael E. Uslan, Simon Emanuel, Walter Hamada et Chantal Nong Vo
  - Production associée : Tina Anderson, Toby Hefferman et Adam Sorin
- Sociétés de production[12] : DC Entertainment, 6th & Idaho Productions et Dylan Clark Productions, présenté par Warner Bros.
- Société de distribution : Warner Bros.
- Budget : 185 millions de dollars[13]
- Pays de production :  États-Unis
- Langue originale : anglais
- Format[14] : couleur - D-Cinema - 2,39:1 (Cinémascope)
  - son SDDS | IMAX 6-Track | Dolby Digital | Dolby Atmos | DTS (DTS: X) | Dolby Surround 7.1 | IMAX 12-Track | Auro 11.1
- Genres : action, néo-noir[15] thriller, drame, super-héros
- Durée : 176 minutes
- Dates de sortie[16] :
  - France, Belgique, Suisse romande : 2 mars 2022[17],[18]
  - États-Unis, Québec : 4 mars 2022[1]
- Classification[19] :
  - États-Unis : accord parental recommandé, film déconseillé aux moins de 13 ans (PG-13 - Parents Strongly Cautioned)[Note 1]
  - France : tous publics avec avertissement lors de sa sortie en salles[20],[Note 2],[Note 3] et déconseillé aux moins de 12 ans à la télévision[réf. nécessaire]
  - Belgique : potentiellement préjudiciable jusqu'à 12 ans (Mogelijk schadelijk voor kinderen onder de 12 jaar)[21]
  - Suisse romande : interdit aux moins de 12 ans[22]
  - Québec : 13 ans et plus (13+ / 13 years and over)

## Distribution
Sauf indication contraire, les informations mentionnées dans cette section peuvent être confirmées par la base de données cinématographiques IMDb,  présente dans la section « Liens externes ».
- Robert Pattinson (VF : Thomas Roditi ; VQ : Nicholas Savard-L'Herbier) : Bruce Wayne / Batman
- Zoë Kravitz (VF : Lutèce Ragueneau ; VQ : Marie-Evelyne Lessard) : Selina Kyle / Catwoman
- Paul Dano (VF : Donald Reignoux ; VQ : Christian Perrault) : Edward Nashton / Riddler[23]
- Jeffrey Wright (VF : Jean-Louis Faure ; VQ : Manuel Tadros) : lieutenant James Gordon
- Colin Farrell (VF : Boris Rehlinger ; VQ : Martin Watier) : Oswald Cobb / le Pingouin
- John Turturro (VF : Vincent Violette ; VQ : Sylvain Hétu) : Carmine Falcone
- Andy Serkis (VF : Jérémie Covillault ; VQ : Patrick Chouinard) : Alfred Pennyworth
- Peter Sarsgaard (VF : Guillaume Lebon ; VQ : Antoine Durand) : le procureur Gil Colson
- Barry Keoghan (VF : Julien Crampon ; VQ : Nicolas Bacon) : le Joker (caméo et scène coupée)
- Jayme Lawson (VF : Aurélie Konaté ; VQ : Florence Blain Mbaye) : Bella Reál
- Gil Perez-Abraham (VF : Romain Altché) : officier Martinez
- Peter McDonald (VF : Sacha Petronijevic ; VQ : Frédéric Paquet) : Kenzie
- Con O'Neill (VF : Emmanuel Karsen ; VQ : Pierre-Étienne Rouillard) : chef Mackenzie Bock
- Alex Ferns (VF : Jérémy Prévost) : le commissaire Pete Savage
- Rupert Penry-Jones (VF : Damien Ferrette) : le maire Don Mitchell Jr.
- Charles Carver (VF : Baptiste Caillaud) : Maynard Wilson / Jumeau 1
- Max Carver (VF : Baptiste Caillaud) : Haymitch Wilson / Jumeau 2
- Kosha Engler : Mme Mitchell
- Archie Barnes : le fils de Mitchell
- Janine Harouni (VF : Emma Santini) : Carla
- Hana Hrzic : Annika
- Joseph Walker : le jeune Riddler
- Luke Roberts (VQ : Frédérik Zacharek) : Thomas Wayne
- Oscar Novak : le jeune Bruce Wayne
- Stella Stocker : Martha Wayne
- Sandra Dickinson : Dory

- Doublage : version française de Dubbing Brothers sous la direction artistique de Michel Derain, adaptation de Pierre Arson ; version québécoise de Difuze sous la direction artistique de Christine Séguin, Adaptation de Nadine Taillon.

## Production

### Genèse et développement

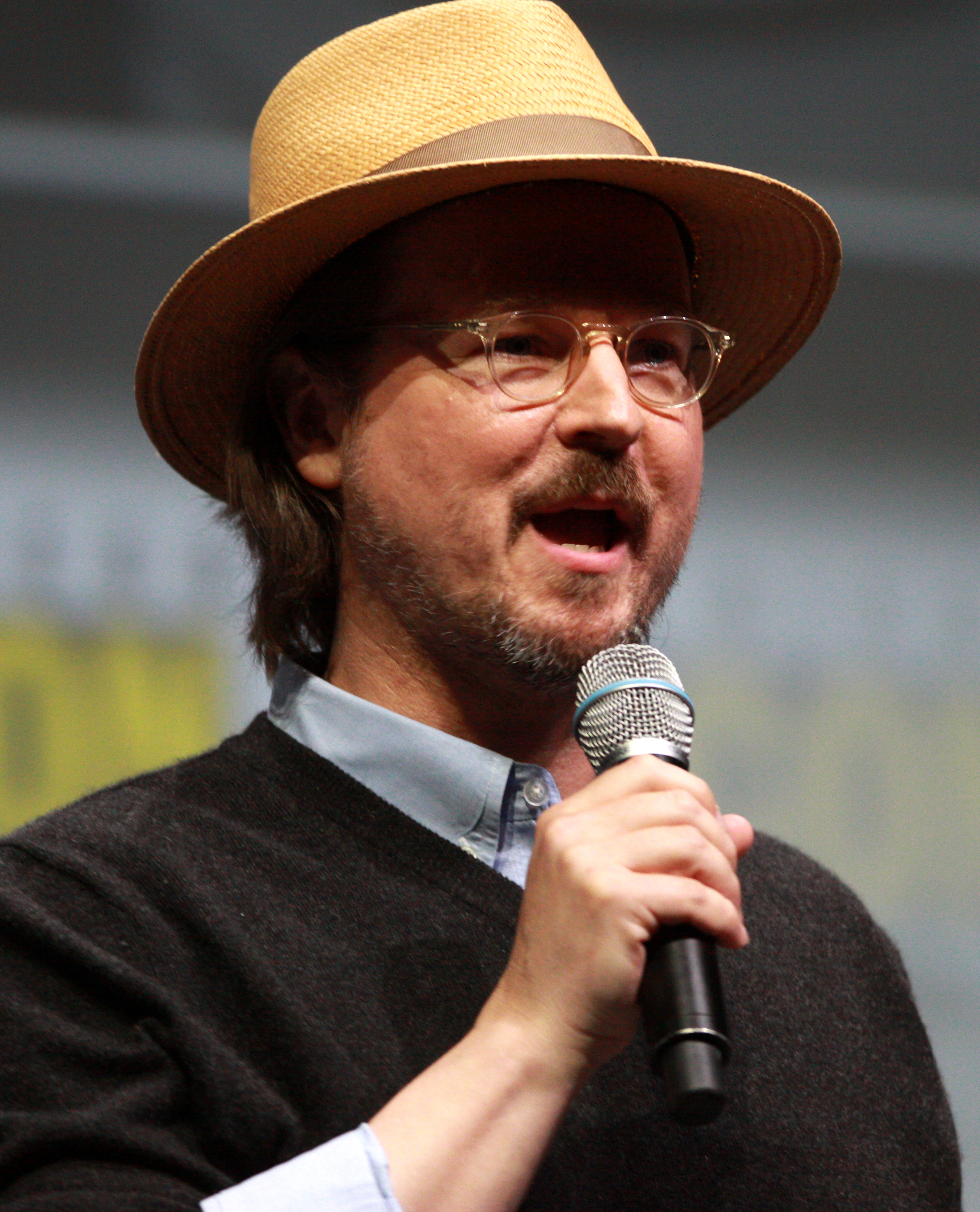
Matt Reeves au Comic-Con de San Diego en 2013.

En juillet 2015, Ben Affleck — qui apparaîtra un an plus tard dans le rôle de Batman dans le film Batman v Superman : L'Aube de la justice —, est en pourparlers pour coécrire et réaliser un film sur Batman. Patrick Whitesell, le co-PDG de William Morris Endeavor, confirme en mars 2016 que Ben Affleck a écrit un scénario pour un film centré sur Batman et qu'il espère le réaliser pour Warner Bros. Le PDG de Warner Bros., Kevin Tsujihara (en), valide le projet en avril 2016.
En mai 2016, Jeremy Irons confirme qu'il « participera au film » et Ben Affleck explique qu'il sera basé sur une histoire originale censée se dérouler dans l'asile d'Arkham. En août 2016, Jared Leto, qui vient de jouer le rôle du Joker dans Suicide Squad, annonce qu'il souhaite participer au film. De son côté Ben Affleck publie une vidéo montrant un acteur dans le costume de Deathstroke. Peu après, Geoff Johns, de DC Entertainment, annonce qu'il s'agit de Joe Manganiello et qu'il incarnera le personnage. En octobre 2016, Ben Affleck révèle que le titre du film sera The Batman mais précise quelques jours plus tard qu'il s'agit d'un simple titre de travail. Joe Manganiello et Jeremy Irons évoquent ensuite un début de tournage au printemps 2017,, ce que confirme Ben Affleck en décembre 2016. Plus tard dans le mois, Greg Silverman de Warner Bros. annonce que le film sortira en 2018.
Début 2017, Ben Affleck déclare que le film n'a pas de script définitif et qu'il ne le réalisera pas s'il est déçu par l'évolution du projet. Quelques jours plus tard il réaffirme son engagement à le réaliser dans l'émission Jimmy Kimmel Live!, puis y renonce fin janvier 2017. Il confirme toutefois qu'il participe toujours au projet, en tant qu'acteur principal et producteur,. Chris Terrio, avec qui il a écrit Argo (2012), est engagé pour réécrire le script.
En février 2017, Matt Reeves est choisi pour réaliser et coproduire le film. La production est alors repoussée jusqu'en 2018, Matt Reeves étant accaparé par la post-production de La Planète des singes : Suprématie jusqu'en juin 2017. The Batman est alors réécrit afin de laisser à Matt Reeves plus de liberté créative.
Le 2 août 2018, Matt Reeves dévoile quelques détails sur le film à des membres de la Television Critics Association. Il confirme que le scénario, basé sur histoire originale, est presque terminé et que le film ne fera que quelques références à l'univers cinématographique DC.
En janvier 2019, après des mois de spéculations, il est annoncé que Ben Affleck n'incarnera plus Batman, que ce soit dans ce film ou dans l'univers cinématographique DC. Dans le même mois, Matt Reeves confirme que le film mettra en scène plusieurs ennemis de Batman. Le 16 octobre 2019, Mattson Tomlin (en) annonce sur sa page Twitter qu'il sera le coscénariste du film[réf. nécessaire].
En juillet 2020, il est finalement annoncé que The Batman ne fera pas partie de l'univers cinématographique DC, information confirmée lors d'un DC FanDome (en) le mois suivant par Walter Hamada (en), président de DC Films. Il est aussi révélé que Peter Craig a participé à l'écriture du scénario.

### Attribution des rôles
Après le départ de Ben Affleck, plusieurs « rumeurs » circulent sur le nom de son successeur. Le 16 mai 2019, Variety et The Hollywood Reporter rapportent que Robert Pattinson était le « premier choix » pour le rôle de Batman, avec comme concurrents Nicholas Hoult, Daniel Radcliffe, Aaron Taylor-Johnson et Armie Hammer. Robert Pattinson est officiellement confirmé le 31 mai 2019.
Le 13 septembre 2019, Jeffrey Wright entre en négociations pour tenir le rôle du commissaire James Gordon, après l'apparition de J. K. Simmons dans ce rôle dans Justice League. Le 14 octobre 2019, Zoë Kravitz est annoncée pour incarner Catwoman (à qui elle avait prêté sa voix dans Lego Batman, le film en 2017). D'après The Hollywood Reporter, Ana de Armas, Eiza González, Ella Balinska, ainsi que Zazie Beetz, et Alicia Vikander auraient également passé des essais. Après que Jonah Hill s'est écarté du film, Paul Dano a été confirmé le 17 octobre 2019 pour le rôle du Riddler. D'après The Hollywood Reporter, la version de l'Homme-Mystère s'appellera Edward Nashton, l'homme dans les comics qui prend plus tard l'identité d'Edward Nygma. Colin Farrell, Andy Serkis et John Turturro sont respectivement annoncés dans les rôles du gangster Oswald Cobblepot, du majordome Alfred Pennyworth et du parrain de la pègre Carmine Falcone dans le courant de l'année 2020 par le réalisateur sur Twitter. En mars 2020, les jumeaux Charles et Max Carver rejoignent la distribution, pour jouer les deux vigiles jumeaux du Pingouin à l’entrée de l’Iceberg Lounge.
Lors du DC FanDome en août 2020, il est annoncé que Barry Keoghan incarnera Stanley Merkel, mais s'avérera interpréter en réalité le célèbre Clown Prince du Crime, le Joker. Des photographies du tournage révèlent ensuite que Rupert Penry-Jones joue dans le film en tant que Don Mitchell Jr, le maire de Gotham City. Peter Sarsgaard quant à lui rejoint le casting pour jouer le procureur Gil Colson et Alex Ferns joue le commissaire Pete Savage.

### Tournage
Le tournage débute en janvier 2020 à Londres,. Il a également lieu en Écosse, notamment à Glasgow Necropolis, un cimetière de l'époque victorienne de Glasgow. En raison de la propagation grandissante du coronavirus, le tournage est stoppé le 14 mars, initialement pour environ deux semaines,.
Le 25 mars 2020, Matt Reeves annonce que le tournage est suspendu indéfiniment, avec des plans pour reprendre dès que la situation sanitaire le permettra. Peu après, le répétiteur linguistique (en) Andrew Jack meurt du Covid-19. Variety annonce que le tournage reprendra à la mi-mai et que la sortie du film est ainsi repoussée. Matt Reeves révèle ensuite qu'environ un quart du film avait été tourné avant la suspension des prises de vues. Il ajoute qu'il n'a alors pas prévu de retravailler le script durant cette pause mais qu'il va peut-être explorer davantage le ton du film.
Le 12 mai 2020, le gouvernement britannique valide certains tournages avec des protocoles sanitaires. The Batman est autorisé à reprendre son tournage en juillet. En août, il est finalement annoncé que c'est en septembre que le tournage reprendra, dans les Warner Bros. Studios Leavesden. Les prises de vues reprennent donc le 3 septembre, pour trois jours, dans les studios britanniques, avant d'être à nouveau stoppé quand Robert Pattinson est testé positif au Covid-19. Toute l'équipe est alors mise en quarantaine pour deux semaines. Des décors sont cependant toujours construits pendant ce temps dans les studios de Leavesden.
Le tournage reprend le 17 septembre avec le retour de Robert Pattinson. L'équipe du film est alors confinée en Angleterre et tous les membres doivent rester dans une zone précise pour éviter toute contamination. En octobre, des scènes de funérailles sont tournées au St. George's Hall à Liverpool. D'autres lieux de la ville sont utilisés, comme Anfield Cemetery (en) et le Royal Liver Building,. Des plans d'extérieurs de Gotham City sont ensuite réalisés à Chicago.
Pour les effets spéciaux, Industrial Light & Magic utilise StageCraft (en), une technologie créée en 2019 pour la série The Mandalorian. Elle permet d'afficher des décors virtuels sur des écrans LED placés sur tout le tour du plateau de tournage, les images étant générées en temps réel par le moteur de jeu Unreal Engine.
Les prises de vues s'achèvent mi-mars 2021.

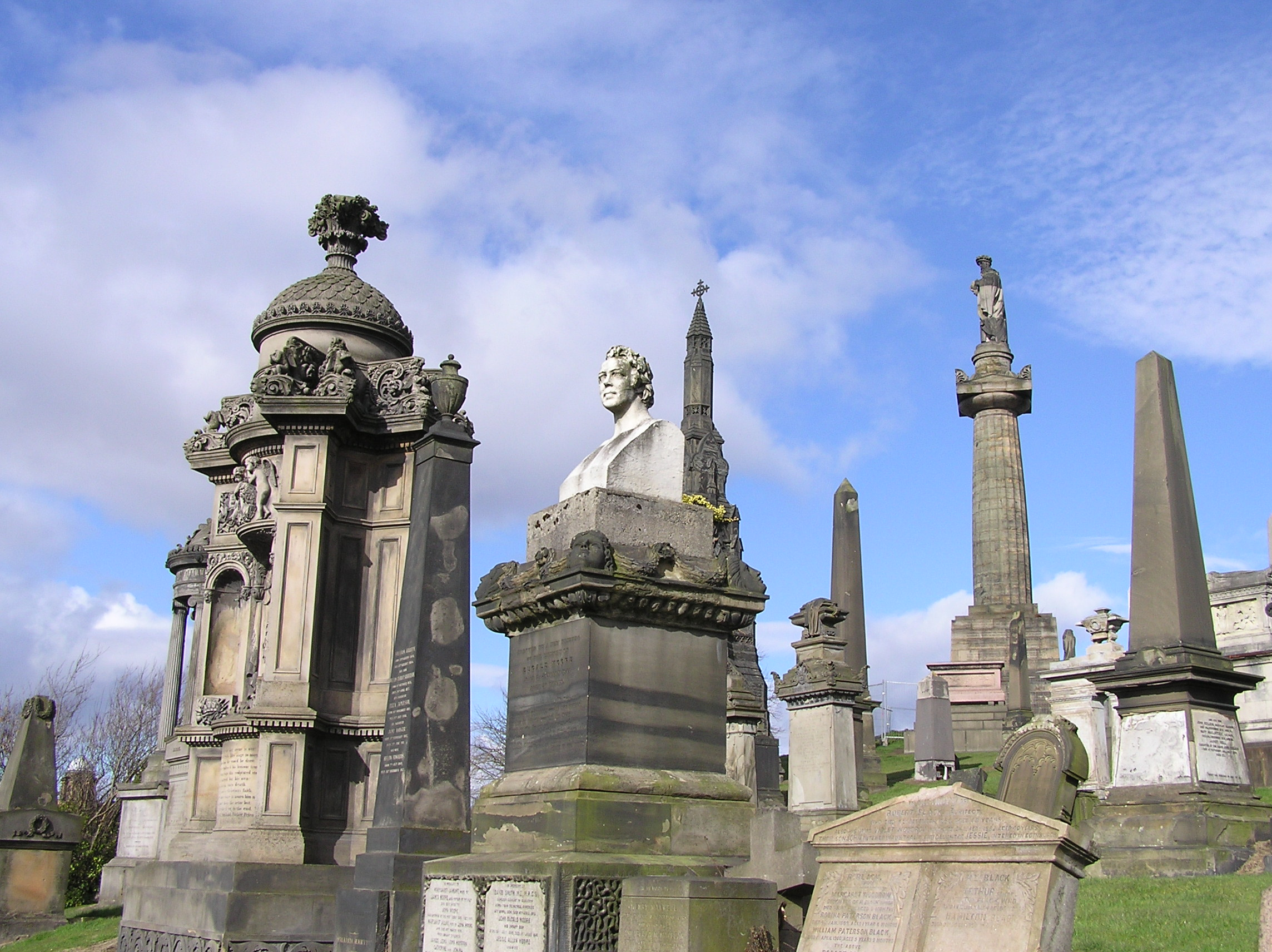
Glasgow Necropolis.
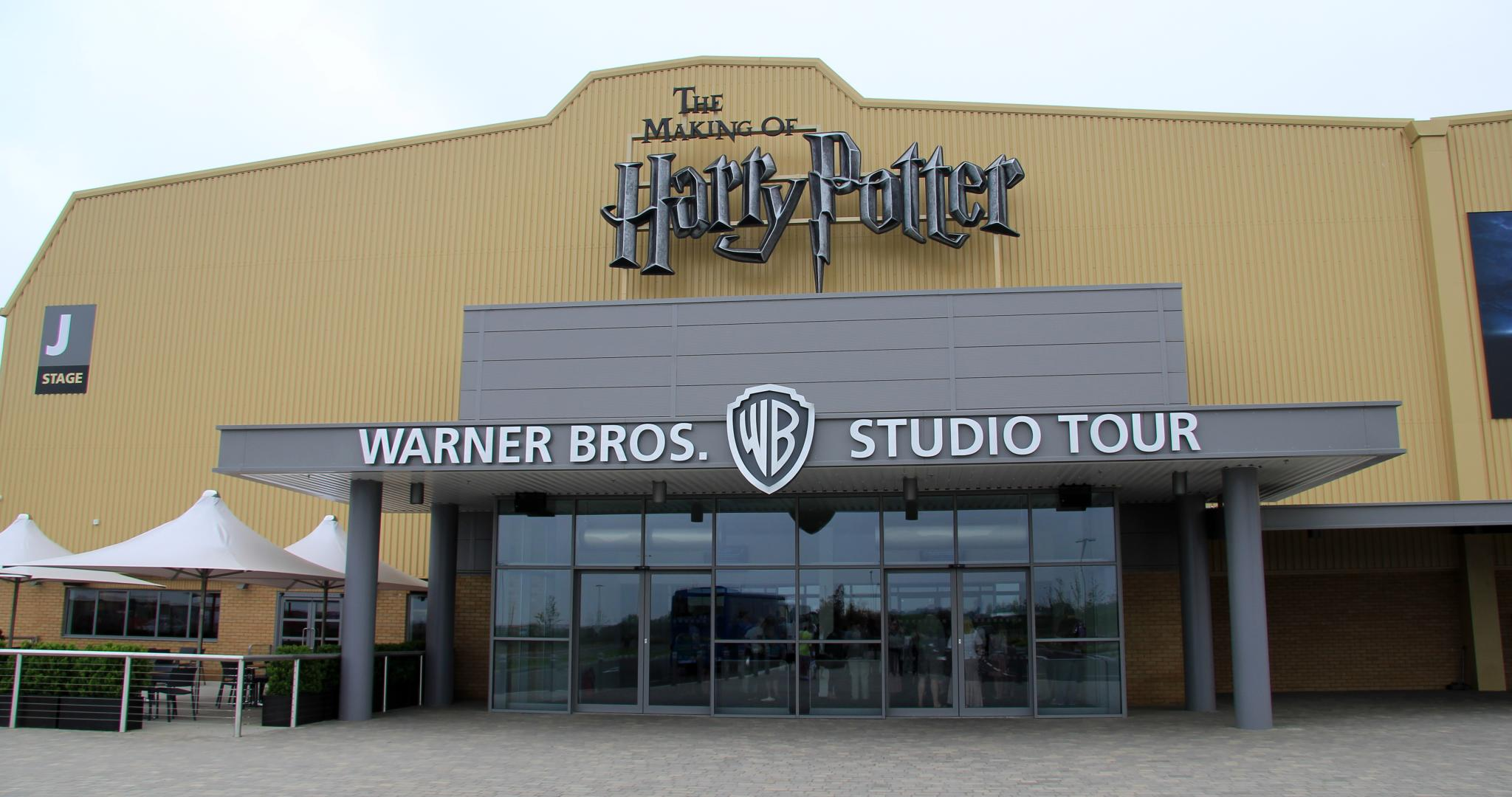
Les Warner Bros. Studios Leavesden.
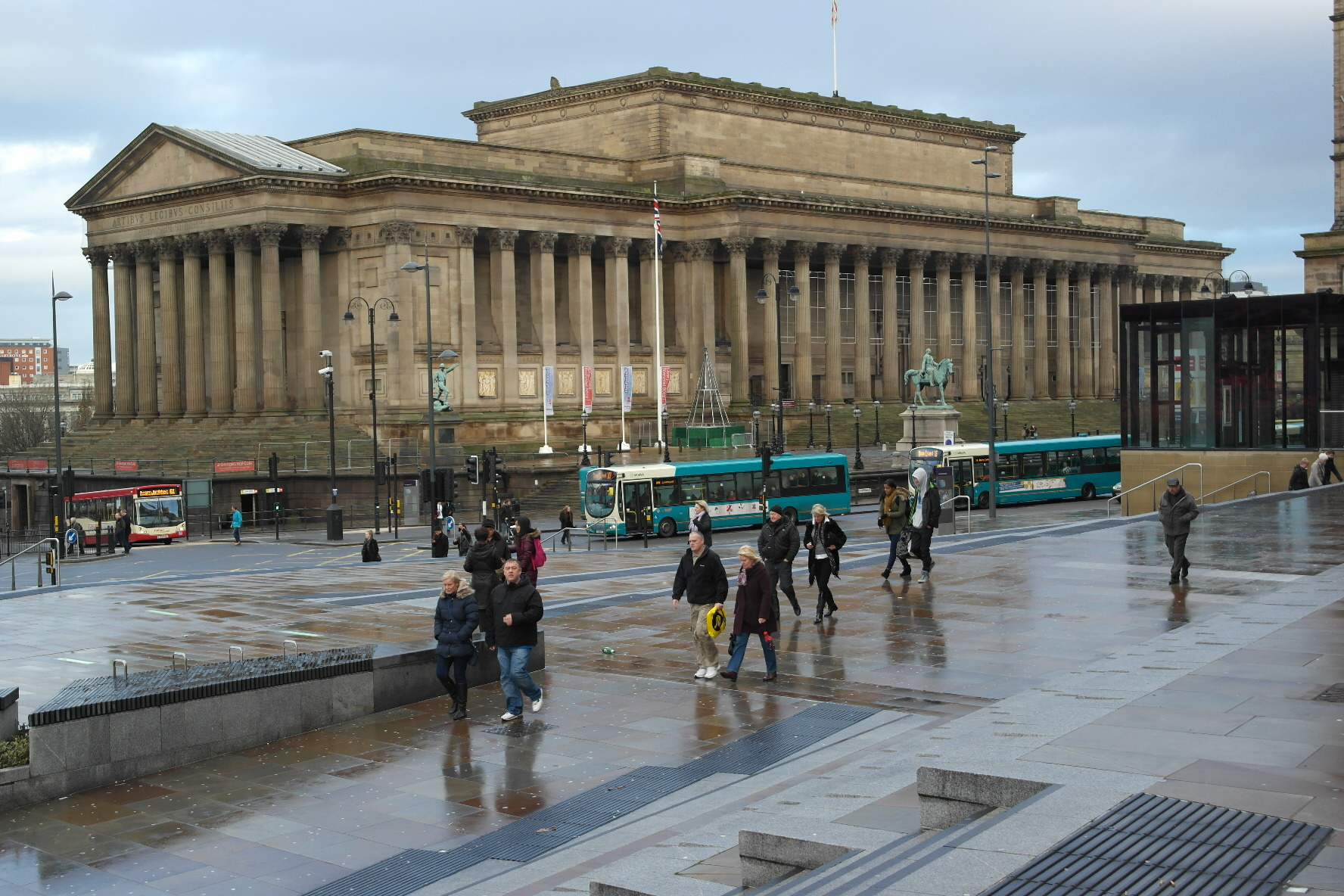
St. George's Hall.
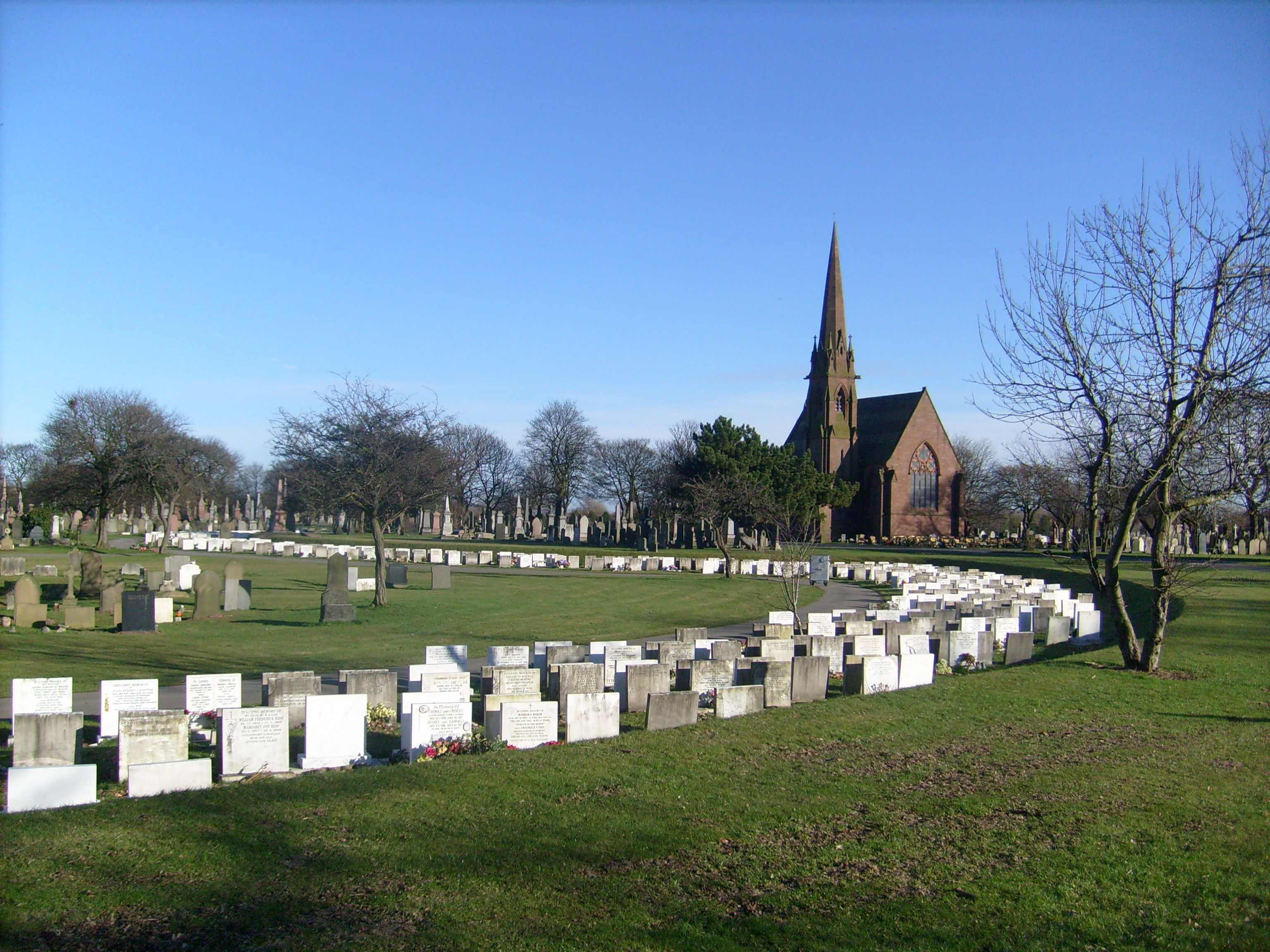
Anfield Cemetery (en).
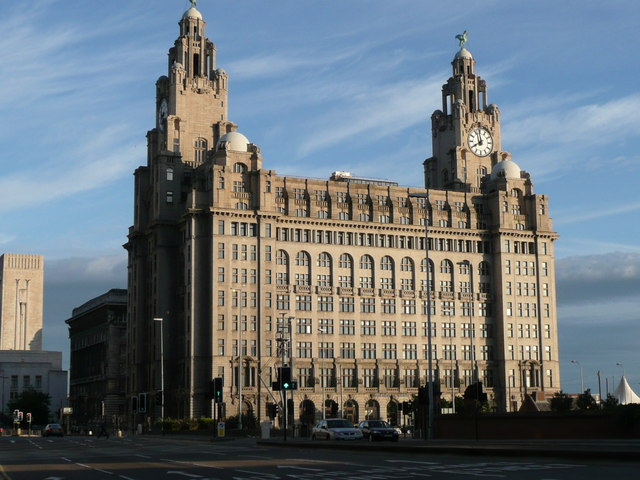
Le Royal Liver Building.

## Musique
- Something in the Way par Nirvana.

## Promotion
Le 14 février 2020, Matt Reeves diffuse, sur son compte Twitter, un premier aperçu du costume de Batman, porté par Robert Pattinson, avec en musique de fond celle de Michael Giacchino.
Le 4 mars, la célèbre voiture du justicier, la Batmobile, est dévoilée, dans une série de trois photographies, ainsi que Batman à ses côtés.
Le 22 août, à l’occasion de la DC Fandome, trois images du film sont diffusées avec Robert Pattinson ; puis, quelques heures après, une première bande-annonce teaser avec des aperçus de Jeffrey Wright en Jim Gordon, de Zoë Kravitz en Catwoman/Selina Kyle, de Colin Farrell en Pingouin, et de Paul Dano en l’Homme-Mystère, le tout sur une réorchestration de Something in the Way, du groupe Nirvana.
Le 16 octobre, à l'occasion d'un nouvel événement DC Fandome, le réalisateur Matt Reeves ainsi que Robert Pattinson et Zoë Kravitz parlent du tournage du film et révèlent une nouvelle bande annonce, très attendue et teasée depuis plus d'un mois par le réalisateur, qui montrent de nouvelles images qui révèlent le look d'Alfred et quelques séquences d'action rapides, le tout mélangé avec la musique de la 1re bande annonce et le thème de Michael Giacchino. La bande annonce a reçu un accueil triomphal auprès du public, des critiques et des fans du personnage. Pour eux, l'envie de voir ce nouveau film dépasse un cap après avoir vu cette vidéo. Le trailer a été visionné plus de 15 millions de fois sur la chaîne Youtube de Warner Bros. en moins de 24 heures.
Fin décembre, un dernier trailer sort par surprise et montre quelques éléments de l'intrigue sans plus.

## Accueil

### Accueil critique
Le site Allociné donne une moyenne de 3,9⁄5 pour un consortium de 39 titres de presses, et le public 4,1⁄5 pour plus de 15 000 notes. Le site Rotten Tomatoes donne une moyenne de 85 % et le site Metacritic donne lui un score de 72⁄100,.
La critique se montre très positive envers The Batman. Pour Le Dauphiné libéré, « Robert Pattinson invente une nouvelle version originale de Batman ». Pour Les Cahiers du cinéma, « Reeves ne cède donc jamais à l'abstraction facile et aux cabrioles célestes prisées par la concurrence ».
Une critique croisée de The Batman dans Débordements apporte un avis nuancé : « Réchappé in extremis de la continuité scénaristique et stylistique d’un DC extended universe dans l’ensemble assez décevant, The Batman de Matt Reeves poursuit la recherche entamée par les « films indépendants » du studio, hybridant volontiers le « film de genre d’auteur » avec l’univers des super-héros. Là où Joker (2017) signalait sa proximité avec le mélodrame ou le film social, façon Ken Loach, c’est tout naturellement que l’homme chauve-souris trouve sa place dans une ambiance néo-noir diluvienne, dont l’esthétique s’avère aussi originale (plus emo, bande-son Nirvana oblige) que ses scènes de dialogue peinent à faire mouche. Dans ce film d’enquête embrouillé, qui n’atteint ni la clarté, ni la tension de Seven (2007) de David Fincher, l’essentiel – comme souvent dans les films super-héroïques – est ailleurs : dans le travail d’itération de la figure qui sert de prétexte au reboot du personnage. ».
Le site spécialisé Écran Large résume sa critique avec ces mots : « The Batman est bien l’œuvre bouleversante que l'on n'espérait plus. Sombre, décadent et d'un nihilisme total, le film de Matt Reeves déploie une relecture désespérée d'un Chevalier Noir plus politique que jamais. Son casting parfait et sa mise en scène classieuse fournissent l'écrin impérial d'un blockbuster immanquable. ».
Le critique du site Film Actu, Pierre Champleboux, résume son avis ainsi : « Si, pour beaucoup, la hype autour de cette nouvelle adaptation du héros né sous le coup de crayon de Bob Kane était présente, on doit avouer qu’on avait peur d’être déçus. Après près de trois heures de film, le verdict est sans appel : c’est là l’un des meilleurs Batman qu’il nous ait été donné de voir sur grand écran. Un vrai film noir plongeant un jeune Bruce Wayne dans les tréfonds de la pègre de Gotham, une adaptation qui prend le parti d’explorer des facettes du personnage jusqu’ici à peine effleurées en live… Le Batman de Matt Reeves nous offre un nouveau regard sur le Chevalier Noir et pose les bases de ce qui pourrait être la direction à prendre pour le DCU. Réaliste sans oublier de nous faire rêver, sombre sans tomber dans la caricature, violent, jouissif, spectaculaire mais sans excès, et respectueux du comic book d’origine : ce Batman réunit les points forts des adaptations précédentes sans oublier d’y apporter son lot de bonnes idées rafraîchissantes. Un quasi sans faute, et un film amené à devenir culte. ».
Pour Le Journal du Geek, Julie Hay résume conclut sa critique avec ce paragraphe : « Dans la lignée de Joker, sans pour autant l’égaler, The Batman est un tour de force visuel pour Warner Bros et DC. Véritable hommage au film noir et à l’univers des comics, le film de Matt Reeves est néanmoins empêché par une narration qui traîne parfois en longueur. Avec Robert Pattinson, la chauve-souris a définitivement pris son envol, loin du DCEU et ce n'est pas plus mal. ».
Pour le site IGN France, le critique conclut : « The Batman est un excellent film. Souffrant des quelques mini-longueurs le long de ses 175 minutes. Nous restons tout de même en apnée pendant la globalité de cette oeuvre lorgnant bien plus du côté du thriller que du genre action. Avec un casting cinq étoiles et convaincant, une histoire sombre ancrée dans une Gotham plus réaliste et crue, Matt Reeves délivre l'un des meilleurs films Batman à ce jour. En attendant une suite, nous avons d'ores et déjà hâte d'en savoir plus sur la série spin-off d'HBO Max. ».
Pour le site aVoir-aLire, « Fort d’un scénario en béton armé, d’un casting trois étoiles et d’une réalisation au rasoir, The Batman est sans aucun doute le blockbuster le plus anti-blockbuster depuis Mad Max: Fury Road. ».
Pour L'Obs, le film (« désespérément long (2H55 !) ») est qualifié en ces termes : « le conte y est, pas la voix ».
Ouest-France donne un résumé médian des critiques sur ce film en ces mots : « Visuellement, The Batman est un tour de force, jouant parfaitement de la métaphore de l'ombre de la lumière qui agite le héros. C'est moins convaincant du côté du scénario (...) ».
Thomas Suinot, du site spécialisé ComicsBatman.fr et pour le journal quotidien l'actu évoque « une expérience viscérale qui offre une vision noire et renoue avec l'aspect détective de Batman, emmené par un casting de luxe ».
Pour le critique de La Libre Belgique, le long-métrage est un « film noir ». Pour le critique, le réalisateur cherche à prendre en compte le succès récent de Joker et « tente de faire un peu la même chose, même si sa vision de Batman paraît fort sage ». Le critique met en avant une certaine « confusion sur le fond » : le film fait du « fan service » (Catwoman, Le Pingouin, une Batmobile rutilante et autres Batgadgets) et est « un peu plombé par sa longueur ». Le film serait dans « une forme de confusionnisme qui tente de se mettre au diapason d'une forme de colère sociale qui gronde un peu partout dans le monde, tout en la dénonçant… ».

### Box-office
| Pays ou région        | Box-office        | Date d'arrêt du box-office | Nombre de semaines |
| --------------------- | ----------------- | -------------------------- | ------------------ |
| États-Unis Canada     | 369 345 583 $     | 9 juin 2022                | 14                 |
| France                | 3 032 965 entrées | 7 juin 2022                | 14                 |
| Total hors États-Unis | 401 600 000 $     | 9 juin 2022                | 14                 |
| Total mondial         | 770 945 583 $     | 9 juin 2022                | 14                 |

Pour son premier jour d'exploitation en France, le film se place en tête du box-office des nouveautés avec ses 257 546 entrées, dont 87 155 en avant-première, pour 757 copies. Il est suivi par Belfast (11 967). The Batman confirme sa position de leader du box-office français lors de sa première semaine d'exploitation avec 1 165 588 entrées, devant Uncharted et ses 308 321 entrées (1 815 686 cumulées). Le film réussit à engranger encore 635 144 entrées atteignant les 1 800 732 entrées cumulées au bout de sa 2e semaine d'exploitation, devant la nouveauté Goliath (267 284).
Le film franchi la barre symbolique des 2 millions d'entrées lors de sa 3e semaine d'exploitation, en cumulant 2 408 082 entrées dont 607 350 entrées supplémentaires. Cette augmentation est aussi à mettre en perspective avec le Printemps du Cinéma 2022. La semaine suivante, si le film reste leader en France, il réalise 3 fois moins d'entrées (205 861). Le film familial Le temps des secrets est sur ses talons avec 142 419 entrées. Pour la première fois, le film quitte la 1re place du box-office pour la 4e semaine, en engrangeant 168 390 entrées, devant Notre-Dame brûle (134 038) et derrière la nouveauté En corps (332 971). Le film s'essouffle définitivement au bout de 6 semaines d'exploitations en réalisant 93 306 entrées, chutant à la 6e place. Le film peine à atteindre la barre symbolique des 3 millions d'entrées en ne réalisant que 56 775 entrées supplémentaires (2 964 027 entrées cumulées), derrière la nouveauté La Revanche des Crevettes pailletées (69 481).
Pour son premier week-end d'exploitation aux États-Unis, le film engrange 128,5 millions de dollars. Outre-Atlantique, il s'agit à la fois du second meilleur démarrage et du second film à dépasser les 100 millions de dollars en trois jours depuis le début de la pandémie de Covid-19. En plus des 128,5 millions de dollars engrangés aux États-Unis, le film réalise 120 millions de dollars de recettes pour son premier week-end d'exploitation mondial, à travers 74 pays. Dans la saga Batman, The Batman réalise le 4e meilleur démarrage aux box-office américain devant Justice League (93 842 239 $) et derrière The Dark Knight : Le Chevalier noir (158 411 483 $). Le film chute de sa première place au box-office nord-américain, à l'issue du week-end du 25-27 mars 2022, derrière Le Secret de la cité perdue, en engrangeant tout de même 20,5 millions de dollars. Lors de son cinquième week-end d'exploitation, il atteint les 710 millions de $ au box-office mondial et devient le 4e plus gros succès sur le sol américain des films DC Comics.

## Distinctions
Entre 2021 et 2022, le film The Batman a été sélectionné 163 fois dans diverses catégories et a remporté 33 récompenses.

### Récompenses
- Prix ACCEC (ACCEC Awards) :
  - Prix ACCEC du film préféré pour Matt Reeves, Zoë Kravitz, Jeffrey Wright et Robert Pattinson,
  - Prix ACCEC de l'acteur de cinéma préféré pour Robert Pattinson.
- Saturn Awards 2022 : Meilleure réalisation pour Matt Reeves
- North Carolina Film Critics Association 2022[106] :
- Meilleur bande sonore pour Michael Giacchino
- Indiana Film Journalist Association 2022[107] :
- Meilleure bande sonore pour Michael Giacchino
- Atlanta Film Critics Circle Awards 2022[108] :
- Meilleure bande sonore pour Michael Giacchino
- HPA Awards 2022[109] :
- Meilleur étalonnage pour David Cole

### Nominations
- Bande-annonce d'or 2021 :
  - Meilleur teaser
  - Meilleurs graphiques d'animation et de titre
  - Meilleur montage sonore
- Académie des films de science-fiction, fantastique et d'horreur - Prix Saturn 2022 :
  - Meilleur film de super-héros
  - Meilleur acteur pour Robert Pattinson
  - Meilleure actrice pour Zoë Kravitz
  - Meilleur acteur dans un second rôle pour Paul Dano
  - Meilleur acteur dans un second rôle pour Colin Farrell
  - Meilleure réalisation pour Matt Reeves
  - Meilleure musique pour Michael Giacchino
  - Meilleur scénario pour Matt Reeves et Peter Craig
  - Meilleur montage pour William Hoy et Tyler Nelson
  - Meilleurs costumes pour Jacqueline Durran, Glyn Dillon et David Crossman
  - Meilleure direction artistique pour James Chinlund
  - Meilleur maquillage pour Michael Marino et Naomi Donne
- Association des critiques d'Hollywood mi-saison (Hollywood Critics Association Midseason Awards) 2022 :
  - Meilleur film
  - Meilleur acteur dans un second rôle pour Colin Farrell
  - Meilleur acteur dans un second rôle pour Paul Dano
  - Meilleure actrice dans un second rôle Zoë Kravitz
  - Meilleur réalisateur pour Matt Reeves
  - Meilleur scénario pour Matt Reeves et Peter Craig
- MTV Movie & TV Awards 2022 :
  - Meilleur film
  - Meilleure performance dans un film pour Robert Pattinson
  - Meilleur méchant pour Colin Farrell
  - Meilleur baiser pour Robert Pattinson et Zoë Kravitz
- Grammy Awards 2023[110] : Meilleure partition pour un media visuel pour Michael Giacchino
- American Society of Cinematographers 2023[111] : Meilleure photographie pour Greg Fraser
- BAFA 2023[112] :
  - Meilleure bande sonore pour Michael Giacchino
  - Meilleure photographie pour Greg Fraser
  - Meilleur son
  - Meilleur maquillage
  - Meilleurs effets visuels
  - Meilleure production
- Oscars 2023 : 
  - Meilleurs maquillages et coiffures
  - Meilleur son
  - Meilleurs effets visuels

Le chef-opérateur Roger Deakins dénonça le snobage de Greg Freiser pour l'Oscar de la meilleure photographie, selon lui, la meilleure de l'année.

## Autour du film

### Suites
Warner Media prévoit d'utiliser The Batman pour établir un nouvel univers partagé, et le film est destiné à être le premier d'une trilogie de films Batman,. Des membres clés de la distribution auraient signé pour de futurs films à partir de novembre 2019. En décembre 2021, Robert Pattinson a déclaré qu'il avait des idées pour développer le personnage de Batman dans d'autres films, tandis que Clark a déclaré que The Batman jetterait les bases de futurs films sur lesquels s'appuyer. Lors de l'une des avant-premières du film, le producteur promet une suite « dans moins de 5 ans ».
Un possible premier indice sur les suites est donné le 24 mars après trois semaines de diffusion du film. Warner Bros dévoile une scène coupée de la deuxième version de The Batman qui n'avait pas été conservée. Cette scène coupée dévoile une discussion à l'asile d'Arkham entre le Joker de Barry Keoghan et le Batman de Pattinson dans laquelle Batman demande l'aide du Joker pour connaître l’identité du Riddler[réf. souhaitée].
L'univers cinématographique DC est remanié en 2022 avec ses nouveaux superviseurs Peter Safran et James Gunn qui annoncent que la suite de The Batman fera partie de l'ensemble Elseworlds et ne sera pas canonique, évoluant dans son propre univers.
En octobre 2024, plusieurs rumeurs comme quoi Warner Bros développerait des jeux vidéos et un univers plus élargi se trouvant dans celui de Reeves est démenti.
Lors d’un événement sur les comics, le 26 avril Warner Bros dévoile qu’une suite a été officialisée grâce aux 750 millions de dollars gagnés au Box Office mondial. Matt Reeves révèle aussi qu’il voudrait intégrer Mister Freeze dans son univers. Plusieurs personnages notamment le Pingouin, le lieutenant James Gordon, le majordome Alfred Pennyworth et Selyna Kyle sont confirmés pour apparaître dans la suite du premier film, malgré tout, l’apparition du Joker est niée en bloc. D’après des sources internes, le script de The Batman 2 devait être écrit dans les prochaines semaines.
Fin janvier 2023, James Gunn et DC Studios annoncent que The Batman aura une suite intitulée, The Batman: Part II, dont la sortie est prévue pour octobre 2025. En mars 2024, Warner Bros. décale la sortie du film à octobre 2026. Le tournage devait commencer en novembre 2023, mais à la suite de la grève du SAG-AFTRA qui a lieu, il est repoussé d'à peu près quatre mois.
The Batman: Partie II prendra en partie inspiration du comics No Man's Land et le film se déroulera en hiver, une semaine après les événements de The Penguin. Le Joker, Gueule d'Argile, Mr. Freeze et la Cour des Hiboux sont de plus en plus mentionnés comme potentiels antagonistes. Également, une partie du scénario de la série sur Arkham devrait être intégré dans le second film. Également, Reeves déclare que la suite est toujours une histoire de corruption.

### Séries dérivées
Quelques mois avant la sortie de The Batman, Matt Reeves décide d’annoncer une série dérivée sur le Pingouin. Le 10 mars, Colin Farrell est annoncé à la réalisation et la série sera diffusée prochainement sur HBO Max. Une autre série sur la Gotham City Police Department (GCPD) a également été commandée. Celle-ci se concentrerait sur le lieutenant Jim Gordon et sur la police corrompue. Cependant, le réalisateur Matt Reeves dévoile le 9 mars que la série est en pause. La série est finalement annulée mais le scénariste Terence Winter a révélé que pour le scénario de la série se passait dans les années 70 en prenant une inspiration de la série The Wire.
Plusieurs personnes se mettent en tête quelques jours avant la sortie du film qu’une série sur le Riddler pourrait avoir lieu. Finalement, Paul Dano écrit un comics sur la vie de Nashton avant les évenements du film. Le 4 mars, Matt Reeves officialise une série qui sera concentrée sur la célèbre Asile d'Arkham, connue pour abriter des personnages comme la psychiatre Harleen Quinzel qui deviendra par la suite Harley Quinn, le Joker dont la scène de rencontre avec Batman à Arkham a été coupée au montage, Bane, Poison Ivy, et l'Épouvantail, entre autres. Matt Reeves explique qu’il veut que Gotham soit une ville à part et qu’il se concentrera surtout sur l’asile d’Arkham dont il veut faire un endroit central pour sa trilogie. Pour la série The Penguin, Matt Reeves a annoncé en août 2022 que le tournage commencerait en 2023 mais qu’il ne réaliserait pas la série[réf. nécessaire].
La série sur l'asile d'Arkham est maintenue mais seulement dans l'univers DC de James Gunn[réf. nécessaire].